# سانت لوسيا
سانت لوسيا (بالإنجليزية: Saint Lucia)‏(UK: /sənt luːˈsiːə, -ˈluːʃə/ ، US: /seɪnt ˈluːʃə/ ) و(بالفرنسية: Sainte-Lucie)‏ هي دولة جزيرة في شرق البحر الكاريبي على حدوده مع المحيط الأطلسي. هي جزء من جزر الأنتيل الصغرى وتقع شمال شرقي جزيرة سانت فنسنت، وإلى الشمال الغربي من بربادوس وإلى الجنوب من مارتينيك. تغطي مساحة 620 كم2 ويقدر عدد سكانها بنحو 173,765 (تعداد 2009). عاصمتها كاستريس. تعد هذه الدولة الجزرية موطن اثنين من الحائزين على جائزة نوبل: السير آرثر لويس الفائز بجائزة نوبل في الاقتصاد عام 1979، والشاعر ديريك والكوت الحاصل على جائزة نوبل في الأدب عام 1992. هذه الأمة في المرتبة الثانية من حيث نصيب الفرد من المكرمين من هذا القبيل بعد جزر فارو.
هذه الجزيرة كونها واحدة من جزر ويندوارد سماها الفرنسيون تيمنا بالقديسة لوسي من سيراقوسة حيث كانوا أول المستعمرين الأوروبيين. وقّع الفرنسيون معاهدة مع شعوب الكاريب الأصلية عام 1660. سيطرت إنجلترا على الجزيرة 1663 حتى 1667 وفي السنوات التي تلت ذلك كانت في حالة حرب مع فرنسا 14 مرة وتبدلت السيادة على الجزيرة كثيراً (7 مرات بين الفرنسيين والبريطانيين لكل منهما). في عام 1814 سيطر البريطانيون نهائياً على الجزيرة. لأن الجزيرة تحولت في كثير من الأحيان بين السيطرة البريطانية والفرنسية فإنها تعرف أيضاً باسم «هيلين جزر الهند الغربية.»
يعتمد النظام القانوني في سانت لوسيا على القانون العام البريطاني. السلطة القضائية مستقلة وتجري محاكمات علنية عادلة عموماً. نجا القطاع المالي من الأزمة المالية العالمية، لكن الركود أضر بالسياحة.
جاءت حكومة ممثلة للجزيرة في 1924 (الاقتراع العام في 1953). كانت الجزيرة عضواً في اتحاد جزر الهند الغربية بين 1958-1962. أخيراً وفي 22 فبراير 1979 نالت سانت لوسيا استقلالها وأصبحت عضواً في دول الكومنولث. تحتفل البلاد بذاك التاريخ كعطلة عامة. كما أنها أيضاً عضو في منظمة الفرنكوفونية.

## أصل الكلمة
سمیت الجزيرة على اسم القديسة لوسي (283
- 304 م). سانت لوسيا وأيرلندا هما الدولتان الوحيدتان ذواتا السيادة في العالم اللتان تحملان اسمي امرأتين (سميت أيرلندا على اسم إلهة الخصوبة السلتية إيريو). ولكن سانت لوسيا هي الوحيدة التي سميت على اسم شخصية تاريخية أنثوية حقيقة. يقال أن الجزيرة سميت بذلك لتخليد ذكرى بحارة فرنسيين غرقوا قرب الجزيرة في 13 ديسمبر، يوم عيد القديسة لوسي.

## التاريخ

### فترة ما قبل الاستعمار
يُعتقد أن أول من سكن الجزيرة شعب التاينو الذي أتى من شمال أمريكا الجنوبية في وقت ما حوالي 200-400 بعد الميلاد. هناك أدلة تشير إلى أن التاينو أطلقوا على الجزيرة اسم «إيوانالاو»، والتي تعني «أرض الإغوانا»، وذلك بسبب عدد الإغوانا الكبير في الجزيرة.
وصل الكاريب إلى الجزيرة حوالي عام 800 بعد الميلاد، واستولوا عليها. أطلقوا على الجزيرة اسم هيواناراو، ولاحقًا هيوانورا التي تعني «حيث توجد الإغوانا».

### الفترة الأوروبية المبكرة
ربما شاهد كريستوفر كولومبوس الجزيرة خلال رحلته الرابعة في عام 1502، ولكن لم يذكر ذلك في سجلاته. أشار خوان دي لا كوسا إلى الجزيرة في خريطته عام 1500، وأطلق عليها اسم إل فالكو. تشير الكرة الأرضية في الفاتيكان المصنوعة في عام 1520 إلى الجزيرة باسم سانتا لوسيا «Sancta Lucia».
أقام القرصان الفرنسي فرانسوا لو كليرك معسكرًا في جزيرة الحمامة في أواخر خمسينيات القرن الخامس عشر هاجم منه السفن الإسبانية المارة. سكن الجزيرة في عام ( 1605) 67 مستعمر من سفينة أوليف بلوسوم «Oliphe Blossome» الإنجليزية التي انحرفت عن مسارها إلى غيانا، بعد أن رحب بهم رئيس الكاريب أنتوني، ولكن بحلول 26 سبتمبر 1605، لم ينجو منهم إلا 19 مستعمر فقط بسبب هجمات رئيس الكاريب أوجرومارت المستمرة، لذلك فرّ المستوطنون من الجزيرة.

### القرنان الثامن عشر والتاسع عشر
جذب تطور صناعة السكر القائمة على العبيد في الجزيرة كل من البريطانيين والفرنسيين. تغيرت ملكية الجزيرة 12 مرة خلال القرن الثامن عشر.
منح جورج الأول ملك بريطانيا العظمى في عام 1722 كلاً من سانت لوسيا وسانت فنسنت لجون مونتاجو. عُيّن مونتاجو ناثانيال أورينج نائبًا له في الجزر. ذهب أورينج إلى الجزر مع سبع سفن وأقام مستوطنة في «Petit Carenage». ولكن بسبب
عدم الحصول على الدعم الكافي من السفن الحربية البريطانية هرب أورينج والمستعمرون الجدد أمام القوات الفرنسية.
خلال حرب السنوات السبع، احتلت بريطانيا سانت لوسيا لمدة عام، لكنها أعادت الجزيرة إلى الفرنسيين بموجب معاهدة باريس في عام 1763. احتل البريطانيون الجزيرة مرة أخرى بين عامي 1778 و 1784. حرقت كاستريس في عام 1796 ضمن الصراع.
استعاد البريطانيون السيطرة على الجزيرة في عام 1803. هرب الجيش الفرنسي إلى الغابات المطيرة الكثيفة.
واصلت فرنسا وبريطانيا التنافس على سانت لوسيا حتى حصل عليها البريطانيون في عام 1814 بموجب معاهدة باريس التي أنهت الحروب النابليونية. اعتبرت سانت لوسيا بعد ذلك إحدى مستعمرات جزر ويندوارد البريطانية.
كان ميناء كاستريس محميًا بنظام من 60 حصنًا. بدأت أعمال البناء من قبل الفرنسيين في عام 1768، وأكمل البريطانيون العمل بحلول عام 1890.

### القرن العشرين
زارت الحرب العالمية الثانية الجزيرة، خلال معركة الكاريبي عندما أغرق زورق ألماني سفينتين بريطانيتين في ميناء كاستريس في 9 مارس 1942. أقامت البحرية الأمريكية في قاعدة سانت لوسيا الثانوية في جزيرة جورس.
انضمت سانت لوسيا إلى اتحاد جزر الهند الغربية (1958-1962) عندما حُلت المستعمرة. أصبحت سانت لوسيا في 1967 واحدة من ستة أعضاء من دول الهند الغربية المنتسبة مع حكم ذاتي داخلي. حصلت سانت لوسيا على الاستقلال الكامل في عام 1979 في ظل حكومة السير جون كومبتون من حزب العمال المتحد المحافظ. اختارت الدولة الجديدة البقاء داخل الكومنولث البريطاني والاحتفاظ بالملكة إليزابيث آنذاك.

### حقبة ما بعد الاستقلال
استمر كومبتون الأولية في رئاسة الوزراء بضعة أشهر حيث هَزمه آلان لويزي من حزب العمال اليساري في انتخابات عام 1979. سعى حزب العمال اليساري إلى تحسين العلاقات مع الدول الاشتراكية في المنطقة مثل كوبا. تضرر الاقتصاد بشدة من إعصار آلن في عام 1980. أصبح ونستون سيناك رئيس الوزراء في عام 1981. واجهت حكومة الحزب العمل اليساري سلسلة من الإضرابات ووافق سيناك على التنحي، تولى مايكل بيلجريم من حزب العمل التقدمي منصب رئيس الوزراء بالإنابة لفترة وجيزة حتى انتخابات عام 1982. فاز في هذه الانتخابات جون كومبتون من حزب العمال المتحد الذي حكم البلاد حتى عام 1996.; خلفه فوغان لويس، الذي حكم لأكثر من عام بقليل قبل أن يخسر الانتخابات العامة عام 1997 أمام كيني أنتوني من حزب العمال. خلال هذه الحقبة، تبنى اتحاد جزر المحيط الهادئ نظرة عامة موالية للغرب ومؤيدة للأعمال التجارية، سعياً منه إلى تنويع الاقتصاد بعيداً عن الاعتماد المفرط على الموز وتعزيز قطاع السياحة. كان كومبتون أيضًا من أشد المدافعين عن التكامل الإقليمي.
ظل أنتوني في السلطة حتى عام 2006 عندما فاز حزب العمال المتحد بقيادة كومبتون بالسيطرة على البرلمان. تعهد كومبتون بتعزيز الاقتصاد ومعالجة ارتفاع معدل الجريمة. تعرضت محاولات الشرطة للحد من الجريمة لانتقادات في 2015 عندما تبين أن الشرطة أطلقت النار على العديد من المشتبه بهم بشكل غير قانوني وتم التستر على ظروف وفاتهم. بعد أن تعرض كومبتون في مايو 2007 لسلسة من السكتات الدماغية الصغيرة، أصبح وزير المالية والشؤون الخارجية ستيفنسون كينج رئيسًا للوزراء بالوكالة وخلف كومبتون عندما توفي الأخير في سبتمبر 2007. أُعيد انتخاب كيني أنتوني رئيسًا للوزراء للمرة الثالثة في نوفمبر 2011. تولى حزب العمال المتحد السلطة في انتخابات يونيو 2016، وأصبح ألين تشاستانيت رئيسًا للوزراء. أصبح فيليب جوزيف بيير في 29 يوليو 2021 رئيس وزراء سانت لوسيا الثاني عشر منذ الاستقلال في عام 1979. وحقق حزب العمال في بقيادة بيير فوزًا واضحًا في الانتخابات العامة.

## الجغرافيا
سانت لوسيا جزيرة بركانية جبلية أكثر من معظم جزر الكاريبي، وأعلى نقطة بها هي جبل جيمي على ارتفاع 950 مترًا (3120 قدمًا) فوق مستوى سطح البحر. يعد جبلا البيتونات أشهر معالم الجزيرة. تغطي الغابات حوالي 77٪ من مساحة الجزيرة.
عاصمة سانت لوسيا هي كاستريس (60263 نسمة) حيث يعيش 32.4٪ من السكان. يميل السكان إلى التركز حول الساحل بينما تكون المناطق الداخلية أقل كثافة سكانية بسبب وجود الغابات الكثيفة.

### المناخ
| البيانات المناخية لـسانت لوسيا    | البيانات المناخية لـسانت لوسيا | البيانات المناخية لـسانت لوسيا | البيانات المناخية لـسانت لوسيا | البيانات المناخية لـسانت لوسيا | البيانات المناخية لـسانت لوسيا | البيانات المناخية لـسانت لوسيا | البيانات المناخية لـسانت لوسيا | البيانات المناخية لـسانت لوسيا | البيانات المناخية لـسانت لوسيا | البيانات المناخية لـسانت لوسيا | البيانات المناخية لـسانت لوسيا | البيانات المناخية لـسانت لوسيا | البيانات المناخية لـسانت لوسيا |
| الشهر                             | يناير                          | فبراير                         | مارس                           | أبريل                          | مايو                           | يونيو                          | يوليو                          | أغسطس                          | سبتمبر                         | أكتوبر                         | نوفمبر                         | ديسمبر                         | المعدل السنوي                  |
| --------------------------------- | ------------------------------ | ------------------------------ | ------------------------------ | ------------------------------ | ------------------------------ | ------------------------------ | ------------------------------ | ------------------------------ | ------------------------------ | ------------------------------ | ------------------------------ | ------------------------------ | ------------------------------ |
| متوسط درجة الحرارة الكبرى °م (°ف) | 29 (84)                        | 29 (84)                        | 29 (84)                        | 30 (86)                        | 31 (88)                        | 31 (88)                        | 31 (88)                        | 31 (88)                        | 31 (88)                        | 31 (88)                        | 30 (86)                        | 29 (84)                        | 30 (86)                        |
| المتوسط اليومي °م (°ف)            | 26 (79)                        | 26 (79)                        | 26 (79)                        | 27 (81)                        | 28 (82)                        | 28 (82)                        | 28 (82)                        | 28 (82)                        | 28 (82)                        | 28 (82)                        | 27 (81)                        | 26 (79)                        | 27 (81)                        |
| متوسط درجة الحرارة الصغرى °م (°ف) | 23 (73)                        | 23 (73)                        | 24 (75)                        | 24 (75)                        | 25 (77)                        | 25 (77)                        | 25 (77)                        | 25 (77)                        | 25 (77)                        | 25 (77)                        | 24 (75)                        | 24 (75)                        | 24 (76)                        |
| الهطول مم (إنش)                   | 125 (4.9)                      | 95 (3.7)                       | 75 (3.0)                       | 90 (3.5)                       | 125 (4.9)                      | 200 (7.9)                      | 245 (9.6)                      | 205 (8.1)                      | 225 (8.9)                      | 260 (10.2)                     | 215 (8.5)                      | 160 (6.3)                      | 2٬020 (79.5)                   |
| متوسط أيام هطول الأمطار           | 14                             | 9                              | 10                             | 10                             | 11                             | 15                             | 18                             | 16                             | 17                             | 20                             | 18                             | 16                             | 174                            |
| ساعات سطوع الشمس الشهرية          | 248                            | 226                            | 248                            | 240                            | 248                            | 240                            | 248                            | 248                            | 240                            | 217                            | 240                            | 248                            | 2٬891                          |
| المصدر: climatestotravel          |                                |                                |                                |                                |                                |                                |                                |                                |                                |                                |                                |                                |                                |

## الحكومة
سانت لوسيا إحدى دول الكومنولث، يعد تشارلز الثالث ملك سانت لوسيا، ويمثلها في الجزيرة الحاكم العام. رئيس الوزراء هو عادة رئيس الحزب الذي يحظى بأغلبية مقاعد مجلس النواب، الذي يضم 17 مقعد.
سانت لوسيا دولة ديمقراطية برلمانية. فاز حزب العمل بقيادة فيليب جي بيير في الانتخابات العامة 2021. بثلاثة عشر مقعد من أصل سبعة عشر مقعد.

### العلاقات الخارجية
أصبحت سانت لوسيا العضو 152 في الأمم المتحدة في 9 ديسمبر 1979. يشغل كوزموس ريتشاردسون، الذي قدم أوراق اعتماده في 22 فبراير 2017، منصب ممثل سانت لوسيا لدى الأمم المتحدة منذ يناير 2018.
سانت لوسيا عضو كامل ومشارك في الجماعة الكاريبية ومنظمة دول شرق الكاريبي. انضمت سانت لوسيا إلى منظمة الدول الأمريكية في 22 فبراير 1979.

### التقسيم الإداري

ضواحي سانت لوسيا

تنقسم سانت لوسيا إلى إدارياً إلى 10 ضواحي (District) في المستوى الأول وفي المستوى الثاني 459 مستوطنة (Settlement). وفي السابق كانت تستخدم الأرباع (Quarter) وهي نظام تقسيم بدأ العمل به منذ أيام الاستعمار البريطاني واستمر بعد الاستعمار الفرنسي حتى عام 2014 حين تم إلغاء الربع الدوفين (Dauphin) والربع براسلين (Praslin) وإضافة الكناري.
| الضاحية              | الاسم بالأنجليزي | المساحة كم2 | تعداد السكان (2010) |
| -------------------- | ---------------- | ----------- | ------------------- |
| ضاحية أنس لا راي     | Anse la Raye     | 31          | 6,247               |
| ضاحية الكناري        | Canaries         | 16          | 2,044               |
| ضاحية كاستري         | Castries         | 79          | 65,656              |
| ضاحية شويزل          | Choiseul         | 31          | 6,098               |
| ضاحية دينيري         | Dennery          | 70          | 12,599              |
| ضاحية الجزيرة الكبرى | Gros Islet       | 101         | 25,210              |
| ضاحية لابوري         | Laborie          | 38          | 6,701               |
| ضاحية ميكو           | Micoud           | 78          | 16,284              |
| ضاحية سوفرير         | Soufrière        | 51          | 8,472               |
| ضاحية فيو فورت       | Vieux Fort       | 44          | 16,284              |

## الاقتصاد

تمثيل نسبي لصادرات سانت لوسيا في 2019

إنتاج الكهرباء في سانت لوسيا حسب المصدر

تصنف الأمم المتحدة سانت لوسيا على أنها دولة جزرية صغيرة نامية. يشكل قطاع الخدمات 82.8% من الناتج المحلي الإجمالي، تليه الصناعة بنسبة 14.2% والزراعة 2.9%.
تمكنت سانت لوسيا من جذب الأعمال والاستثمارات الأجنبية، لا سيما في الصناعات المصرفية والسياحة، والتي تعد المصدر الرئيسي لإيرادات سانت لوسيا.

## التركيبة السكانية
بلغ عدد سكان سانت لوسيا في تعداد 2010 نحو 165,595 نسمة في 58,920 أسرة. قدرت شعبة السكان التابعة للأمم المتحدة في 2021 عدد السكان بنحو 179,651 نسمة..

### اللغات
اللغة الإنجليزية هي اللغة الرسمية. يتحدث 95% من السكان بلغة كريول سانت لوسيا. تُستخدم كريول الأنتيل في الأدب والموسيقى، وتحظى باعتراف رسمي.

### الدين
الدين في  سانت لوسيا (2010)
المسيحية هي الديانة الرئيسية في سانت لوسيا. حوالي 61.5% من الكاثوليك. 25.5% آخرون ينتمون إلى الطوائف البروتستانتية (10.4% يتبعون السبتية، 8.9% الخمسينية، 2.2% المعمدانية، 1.6% أنجليكية، 1.5% كنيسة الله، 0.9% البروتستانت الآخرون). يشكل الإنجيليون 2.3% من السكان و 1.1% من شهود يهوه. ينتمي حوالي 1.9% من السكان إلى الراستافارية.

### المجموعات العرقية
وفقًا تعداد 2010 يبلغ السود 85.28% من السكان والمختلطون 10.85% وهنود الكاريبي 2.16% والبيض 0.61% و 1% آخرون.